# Nematopsis soyeri
Nematopsis soyeri is een soort in de taxonomische indeling van de Myxozoa, een stam van microscopische parasitaire dieren. Het organisme komt uit het geslacht Nematopsis en behoort tot de familie Porosporidae. Nematopsis soyeri werd in 1965 ontdekt door Theodorides.